# Tabla

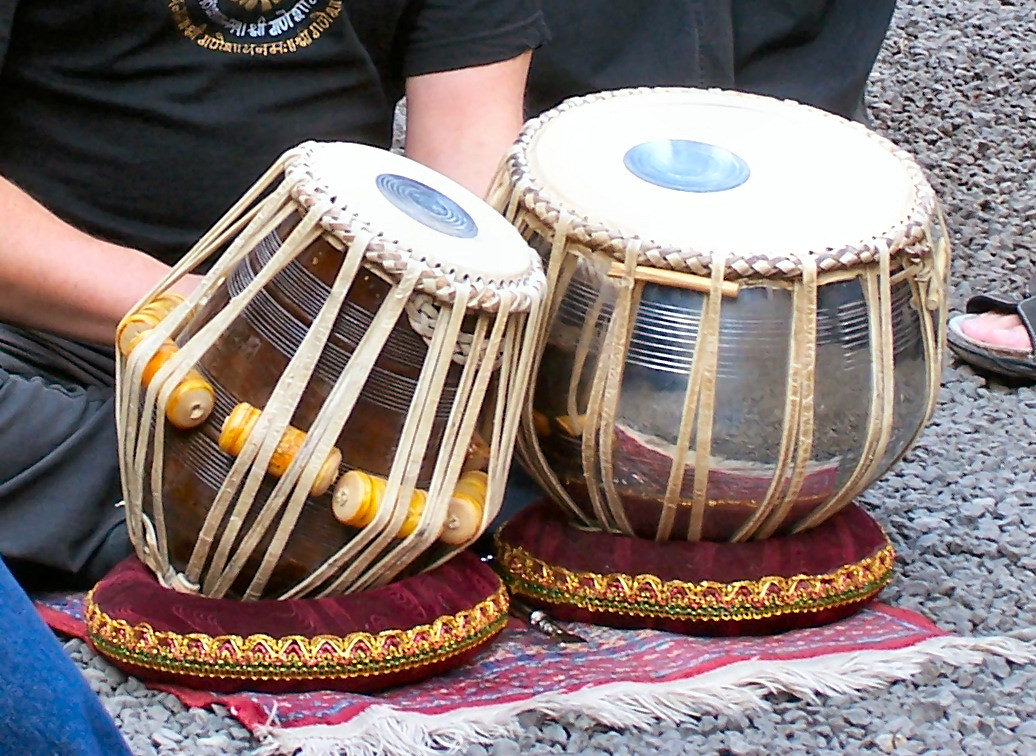

Tabla är ett slagverk som används inom klassisk, populär och religiös musik i de norra delarna av Sydasien. Ordet tabla är arabiska och betyder trumma.
Instrumentet består av två trummor, en större bastrumma för vänsterhanden och en mindre trumma för högerhanden. Bastrumman, kallad baya eller dugga, är vanligen tillverkad i trycksvarvad mässing eller koppar, men det finns även exemplar i trä eller lera. Den mindre trumman som spelas med högerhanden kallas tabla eller daya och är svarvad i ett hårt träslag som kair eller sesam. Den vanligaste benämningen på trummorna är baya respektive tabla, som alltså dels är benämningen på den mindre trumman, dels på kombinationen av de båda trummorna. Trots att instrumentet består av två trummor benämns det tabla i singularis. 

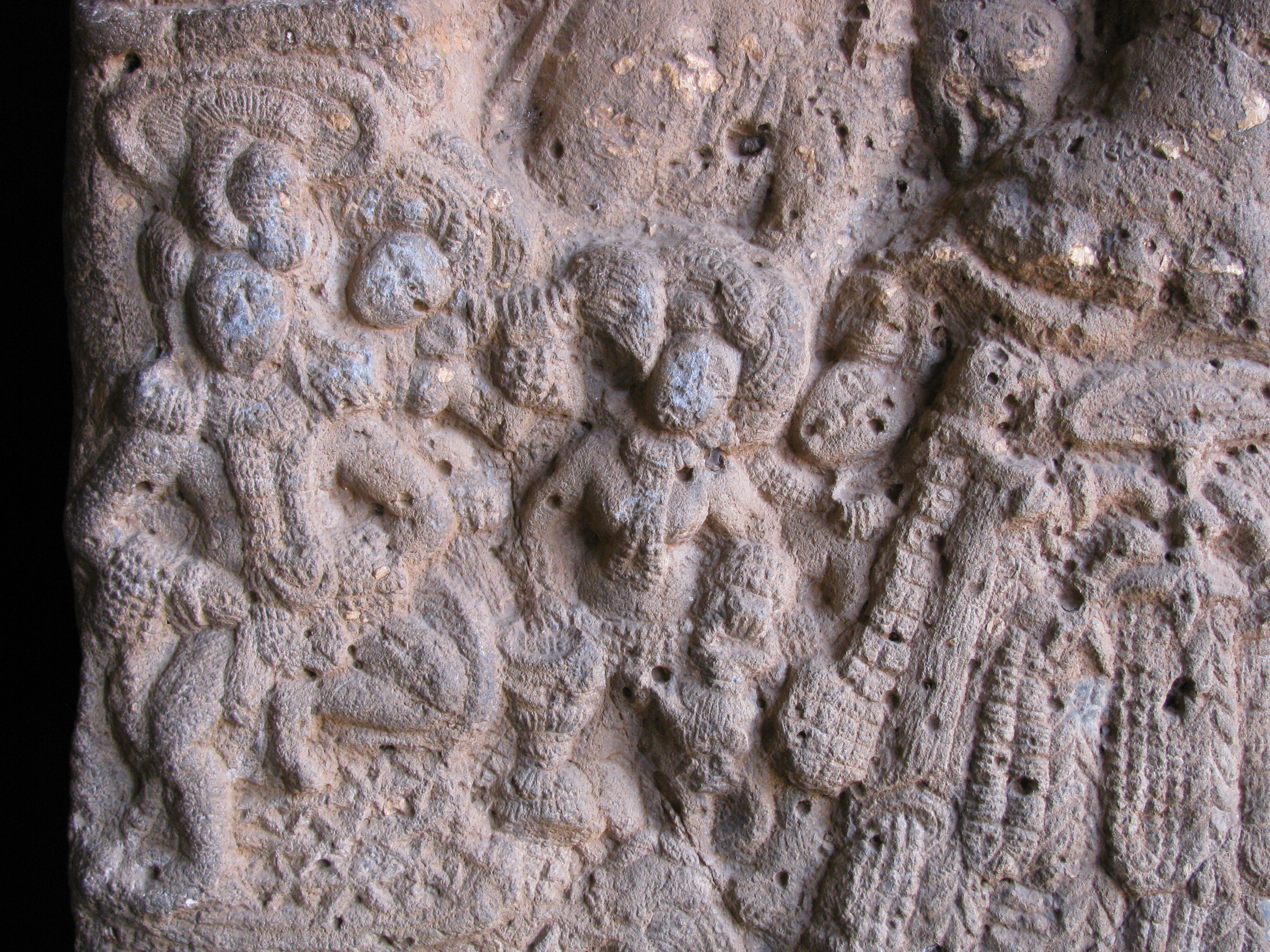
Ristningarna från 200-talet f.Kr. i Bhajagrottorna i delstaten Maharashtra i Indien visar en kvinna som spelar tabla och en annan kvinna som utför en dans.

Det svarta fältet på tabla och baya kallas shayee och skapar de karaktäristiska övertonerna. Shayee är vanligtvis gjort av en blandning av maida (ett indiskt vetemjöl) och järnpulver. Det blandas till en deg som appliceras på trumskinnet i ca 30 tunna lager.
Tablan uppfanns med all sannolikhet i Indien. Tempelutsmyckningar över hela landet vittnar om hur vanligt instrumentet varit och fortfarande är. De drygt tvåtusen år gamla ristningarna i Bhajagrottorna, i delstaten Maharashtra i Indien, visar en kvinna som spelar tabla och en annan kvinna som dansade till musiken. Även i Bhajagrottornas ristningar och i Hoysala-templet i Karnataka kan man se kvinnor som spelar tabla.

## Spelsätt
Tabla spelas med fingrarna och handflatorna i olika kombinationer som kan skapa en mängd olika ljud. På bayan använder man också handloven för att trycka ner skinnet på trumman och därigenom ändra tonhöjden på basslagen. Det finns olika traditioner för tabla vilka har utvecklats var för sig med olika tekniker och språk, ”gharanas”. De sex största skolorna är Delhi gharana, Lucknuow gharana, Punjab, Benares, Farrukabad och Ajrara.
Varje ljud eller slagkombination från trummorna motsvaras av ett ord eller en fras. Detta innebär att tablaspelaren i princip kan säga det den spelar, något som också återspeglas i den pedagogiska strukturen. Vanligtvis sker undervisningen genom att läraren (gurun) citerar en komposition och eleven spelar efter (se även Raga för tablanotationen). I övrigt finns få nedskrivna kompositioner och inget standardiserat sätt att notera kompositioner.
Några av de mest kända tablaspelarna är Zakir Hussain, Anindo Chatterjee, Swapan Chaudhuri och Kumar Bose.

## Världsmusik
Tabla introducerades av Ustad Alla Rakha till västvärlden tillsammans med stränginstrumentet sitar och har sedan dess använts mycket i s.k. världsmusik. Nu är Zakir Hussain världens mest kända tablaspelare efter att han bland annat spelat i bandet Shakti tillsammans med gitarristen John McLaughlin.
Mynta heter ett svenskt band med tablaspelaren Fazal Qureshi (bror till Zakir Hussein) och Feraidun Sahebezai som spelar världsmusik. Myntas hemsida